# セター・タウィーシン
セター・タウィーシン（タイ語: เศรษฐา ทวีสิน, ラテン文字転写: Srettha Thavisin, 発音 [sèːt.tʰǎː tʰā.wīː.sǐn], 1962年2月15日 - ）は、タイ王国の実業家、政治家。同国首相（第38代）を務めた。別称にセーター・タウィーシン、スレッタ・タビシン、セター・タビシン。

## 来歴
1962年2月15日、タイ王国のバンコクで陸軍士官の父アムヌアイ・タウィーシン大尉と、華人財閥出身の母チョドチョイ・ジュトラクンの一人息子として誕生。1986年、クレアモント大学院大学で経営学修士号（MBA）を取得。その後、アメリカの大手日用品メーカーP&Gにて4年間勤務し、不動産業界入り。家族経営だった不動産業を大手サンシリへと成長させ、タイの不動産王とも呼ばれた。インラック・シナワット（元首相、在任：2011-2014年）の非公式アドバイザーを務めるなどして政界との繋がりが生まれ人脈を広げたが、政治経験には乏しく、2022年にようやくタイ貢献党へ正式に入党した。
2023年の総選挙でタイ貢献党は前進党に次いで2番目に多くの議席を獲得し、最終的に前進党や他の6党と連立合意を結んだが、7月13日の首相指名選挙では唯一の首相候補者である前進党党首のピター・リムジャロェーンラットが過半数に届かず、7月19日の再選挙では立候補そのものが保守派に阻まれた。これにより首相指名はタクシン派の流れを汲むタイ貢献党が主導権を握り、8月21日には親軍派であるタイ団結国家開発党や国民国家の力党を含む12党が新たな連立合意を結んだと発表した。庶民層を支持基盤とするタクシン派と王・軍・財閥等の既得権益層を支持基盤とする親軍派は旧敵どうしであったが、王室への不敬罪の改正を掲げる、より急進的な前進党の急進を前に連立がなったものである。翌22日、セターが国会の上下院合同投票で新首相に選出された。23日にラーマ10世国王がセターの首相就任を承認した。9月5日、国王宣誓式にて就任宣誓し正式に政権が発足した。タイ貢献党の前身である人民の力党の創設者で国外逃亡していたタクシンが帰国したことから、タクシン派と親軍派の間で取引があったものとみられている。
セター政権下では非軍人が国防相に就き、経済政策が重視され軍予算が通りにくくなり、政治活動を控えるとのタクシンとの合意も破られ、タクシンの影響力が強まり、親軍派の不満も高まっていたという。
就任以降は財務大臣を兼任していたが、2024年4月28日の内閣改造で財務大臣にピチャイ・チュンハバジラを指名し兼任を解いた。
しかし、この内閣改造の際に首相府相に起用した元弁護士のピチット・チューンバーンが過去に裁判官に賄賂を渡そうとして法廷侮辱罪の実刑判決を受けていたことは憲法の定める閣僚の政治倫理規定に違反しているとして親軍保守系の上院議員グループ40人がピチットとセターの両方を失職させるよう憲法裁判所に提訴し、ピチットは憲法裁の受理が行われる前の5月21日に首相府相を辞任した。しかし、セターに対する申し立てについては5月23日に受理されることが決定し、憲法裁が判断を下すまでは首相の職務を続行することとなった。8月14日、憲法裁は政治倫理規定についてセター本人に任命責任があると認定し、解職命令を下した。セターは憲法裁の決定を尊重すると発表、辞任。連立の維持が困難になることも予想されたが、結局、連立は維持し貢献党から次期首相を出すことで合意、急遽16日下院の指名選挙でタクシンの娘であるタイ貢献党の党首ぺートンタン・シナワットが選出された。下院指名までプンタン副首相兼商務相が暫定政権を率いていたが、ぺートンタンは18日国王の承認状を受け、後継首相となった。

## 人物
- 妻はアンチエイジング専門の医師で、2男1女[4]。
- サッカーを好み、スポーツ新聞にサッカーのコラムを掲載したこともある[4]。
- セターの身長は192センチで、ASEAN内で最も背の高い指導者であり、首相在任時の各国首脳の中ではセルビアのアレクサンダル・ブチッチ大統領（198センチ）に次ぐ世界第2位の身長である[22]。
- 原色が好きで、黄色のネクタイに水色のスーツという姿でいることが多い。